# 籠神社

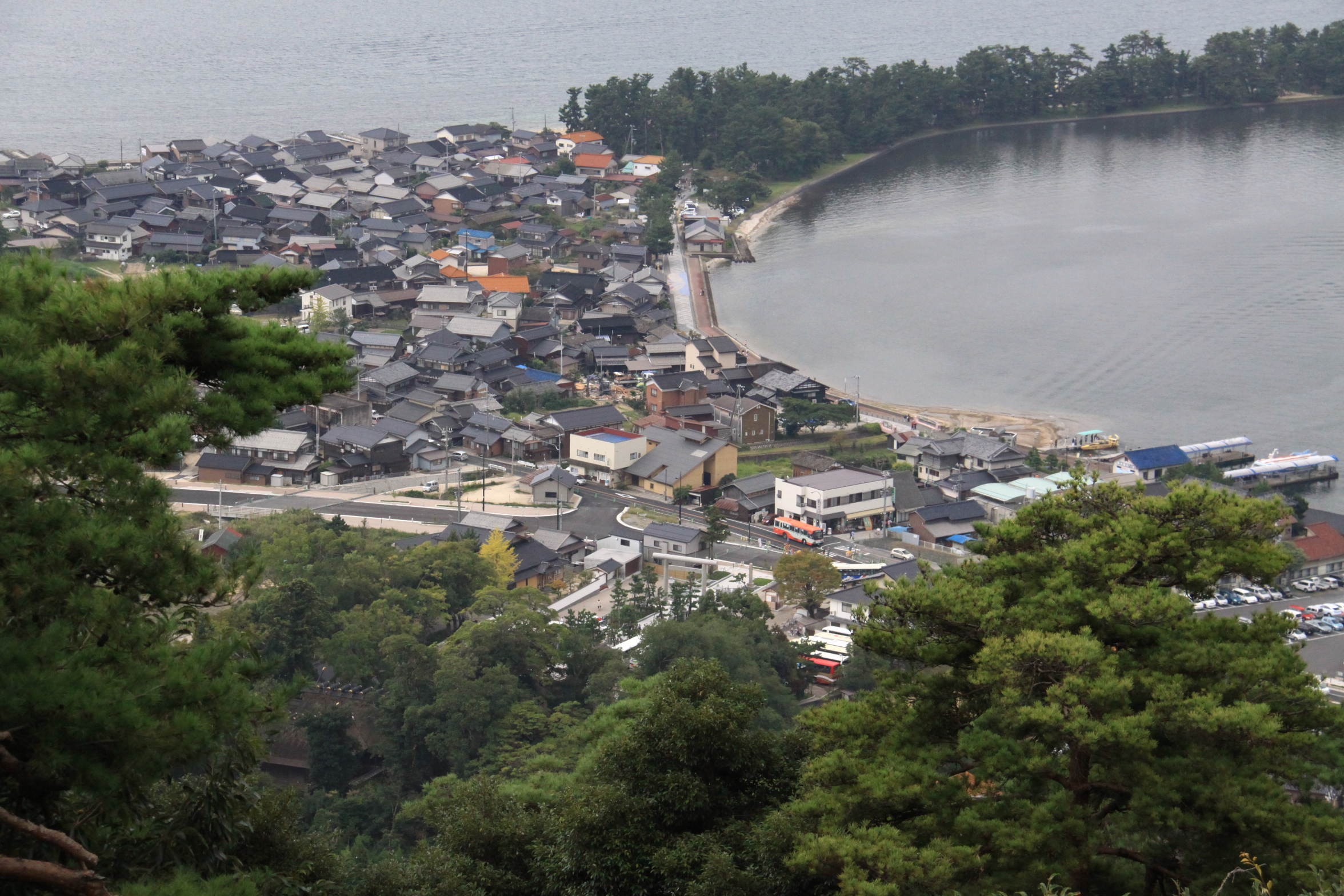
境内遠景（傘松公園より）左下に社殿、右上に天橋立。

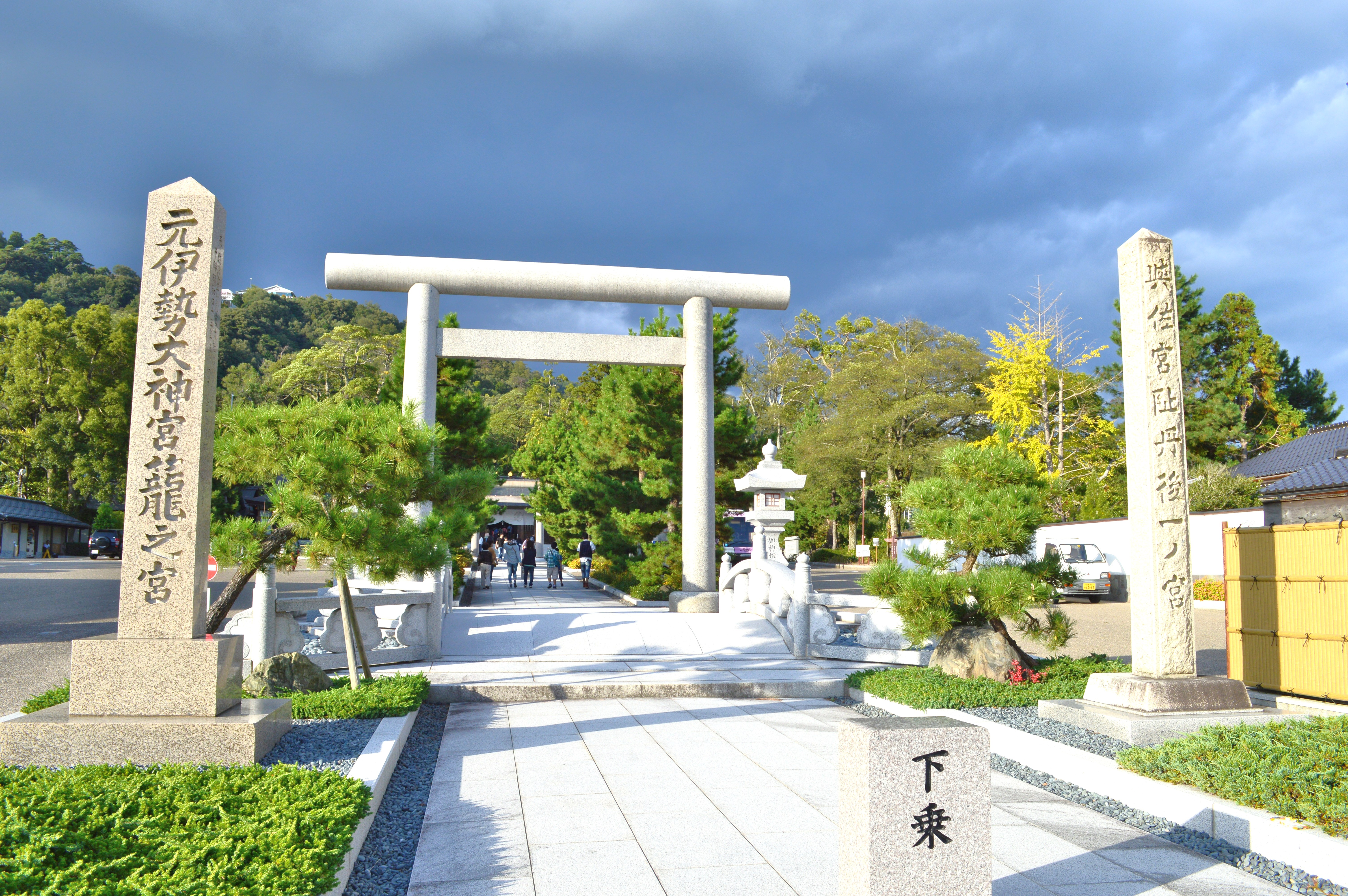
一之鳥居

籠神社（このじんじゃ）は、京都府宮津市大垣にある神社。式内社（名神大社）、丹後国一宮。旧社格は国幣中社で、現在は神社本庁の別表神社。
元伊勢の一社で「元伊勢籠神社」とも称し、また「元伊勢根本宮」「内宮元宮」「籠守大権現」「籠宮大明神」とも称する。現在まで海部氏（あまべうじ）が宮司を世襲している。丹後国総社は不詳だが、当社が総社を兼ねたとする説がある。
2017年（平成29年）4月、文化庁により、地域の歴史的魅力や特色を通じて日本の文化・伝統を語るストーリー「日本遺産」の「丹後ちりめん回廊」を構成する文化財のひとつに認定された。

## 祭神
祭神は次の5柱。
主祭神
- 彦火明命 （ひこほあかりのみこと）
「天火明命」、「天照御魂神」、「天照国照彦火明命」、「饒速日命」ともいうとする。社家海部氏の祖神。

相殿神
- 豊受大神（とようけのおおかみ） - 「御饌津神」ともいうとする。
- 天照大神（あまてらすおおかみ）
- 海神（わたつみのかみ） - 社家海部氏の氏神。
- 天水分神（あめのみくまりのかみ）

祭神については古くより諸説があり、『丹後国式社證実考』では伊弉諾尊、『神社明細帳』では天水分神としている。

## 歴史

### 創建

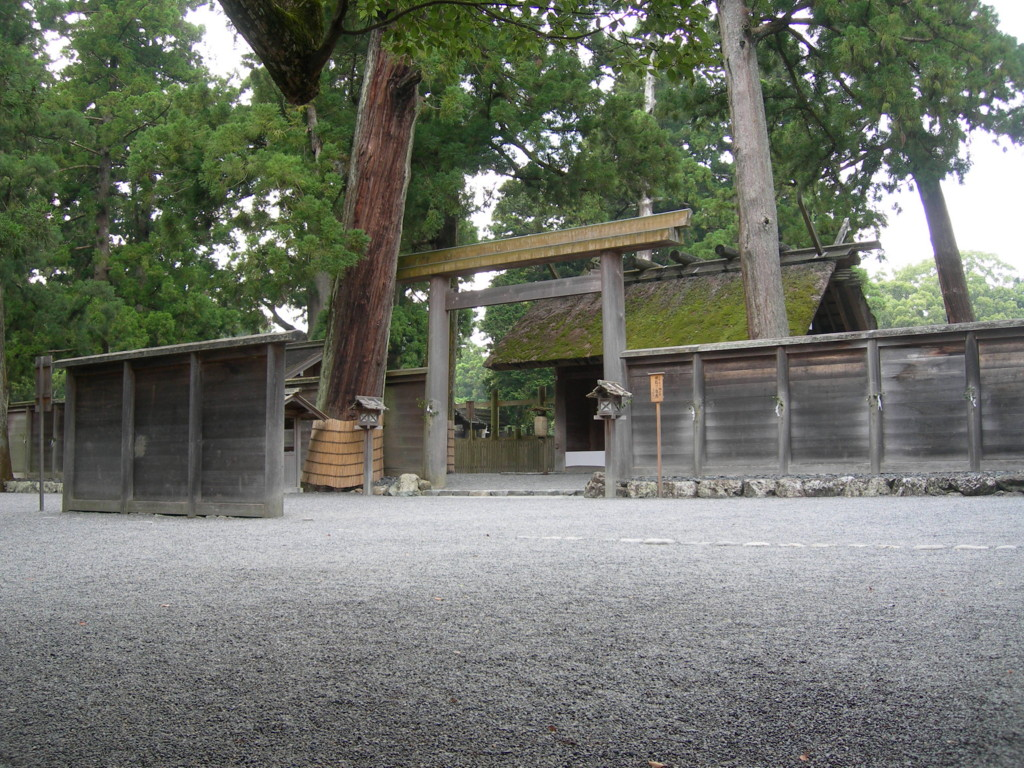
豊受大神宮（伊勢神宮外宮）籠神社奥宮の真名井神社は外宮の旧鎮座地と伝える。

社伝によれば、現在伊勢神宮外宮に祀られている豊受大神は、元々は「真名井原」の地（現在の奥宮真名井神社）に鎮座したという。この地は「匏宮（よさのみや、与佐宮/吉佐宮/与謝宮）」と呼ばれたとし、天照大神が4年間営んだ元伊勢の「吉佐宮」にあたるとしている。そして白鳳11年（671年）彦火明命から26代目の海部伍佰道（いほじ） が、祭神が籠に乗って雪の中に現れたという伝承に基づいて社名を「籠宮（このみや）」と改め、彦火火出見尊を祀ったという。その後養老3年（719年）、真名井原から現在地に遷座し、27代海部愛志（えし）が主祭神を海部氏祖の彦火明命に改め、豊受・天照両神を相殿に祀り天水分神も合わせ祀ったと伝える。
伊勢神宮外宮の祭神である豊受大神の旧鎮座地が丹後国分出前の丹波国であったという伝承は古く、その比定地には諸説がある。延暦23年（804年）の『止由気宮儀式帳』では「比治乃真名井」から伊勢に移されたとし、『神道五部書』以来の伊勢神道では旧地を丹波国与佐宮としている。『倭姫命世記』の元となったと推定される古代の文献『大同本記』には、垂仁天皇の御代に四道将軍の一人として丹波国に派遣された道主命の娘である八乎止女（やをとめ）が「比治乃真井」で「御饌都神」を奉斎したと伝える。籠神社をその地にあてたものとしては、建武2年（1335年）の文書の「豊受太神宮之本宮籠大明神」という記載、天和年間（1681年-1684年）の籠神社縁起秘伝の「当社籠大明神ハ即豊受大神也」とし「与謝宮ハ則是籠大明神也」とする記載がある。

### 概史
国史での初見は嘉祥2年（849年）に「籠神」が従五位下に叙せられたという記事で、その後六国史での神階は元慶元年（877年）の従四位上まで昇進した。
延長5年（927年）成立の『延喜式』神名帳では丹後国与謝郡に「篭神社（籠神社） 名神大 月次新嘗」として、名神大社に列するとともに朝廷の月次祭・新嘗祭で幣帛に預かった旨が記載されている。籠神社の西方には丹後国分寺跡もあり、当地一帯が丹後国の中心地であったことがうかがわれる。

雪舟「天橋立図」天橋立の右上に籠神社境内が描かれる。さらに右下には実際には遥か沖合にある冠島と沓島が描かれる。

中世の籠神社境内の様子は雪舟の「天橋立図」（国宝、京都国立博物館蔵）に描かれている。また『丹後国田数帳』には籠神社の神領について、籠宮田46町210歩や朔弊料田12町等、計59町3段210歩が記載されている。しかし近世には社領を失い、わずか8斗4升4合であった。
明治に入り、1871年 (明治4年)には近代社格制度において国幣中社に列した。1945年には官幣大社への昇格が進められたが、第二次世界大戦の終戦により実現しなかった。戦後は神社本庁の別表神社となっている。

### 神階
- 嘉祥2年（849年）2月25日、従五位下 （『続日本後紀』） - 表記は「篭神（籠神）」。
- 貞観6年（864年）12月21日、従五位上から正五位下 （『日本三代実録』） - 表記は「篭神（籠神）」。
- 貞観13年（871年）6月8日、正五位下から従四位下 （『日本三代実録』） - 表記は「篭神（籠神）」。
- 元慶元年（877年）12月14日、従四位下から従四位上 （『日本三代実録』） - 表記は「篭神（籠神）」。

### 神職
籠神社の神職（社家）は、古くより海部氏（あまべうじ）の一族が担っている。海部氏とは海人部を統括した伴造氏族で、全国に分布が見られ、籠神社社家はそれらのうち「海部直」姓を称して丹後に拠点を持った一族である。
一族には、現存では日本最古の系図「海部氏系図」（国宝、平安時代の書写）が残されており、彦火明命を始祖（初代）として82代の現宮司までの名が伝えられている。また海部氏一族が丹波国造を担ったとも伝えているが、丹波国造について『先代旧事本紀』の「国造本紀」では尾張国造と同祖で建稲種命四世孫の大倉岐命を祖と記し、同書「天孫本紀」では饒速日尊（天火明命）六世孫の建田背命を祖と記すように、天火明命を祖とする尾張氏系と彦火明命を祖とする当一族との関連性が見られる。

## 境内
「上宮」の奥宮（真名井神社）に対して、本宮は「下宮」に位置づけられる。本殿は、桁行三間、梁行二間の神明造で、檜皮葺。弘化2年（1845年）の再建で、京都府の有形文化財に指定されている。なお、欄干の擬宝珠は赤、黄、緑に彩色された「五色の座玉」で、格式の高い神社を表すと伝えられる。
神門前の左右に立つ凝灰岩製の石造狛犬は、安土桃山時代の作で国の重要文化財に指定されている。なお、神社側では鎌倉時代の作と伝える。阿形の狛犬の右前足は割れて鉄輪が嵌められているが、昔この狛犬が橋立に現れて悪さをしたので、天正年間（1573年-1592年）に岩見重太郎が斬ったことによると伝えられている。

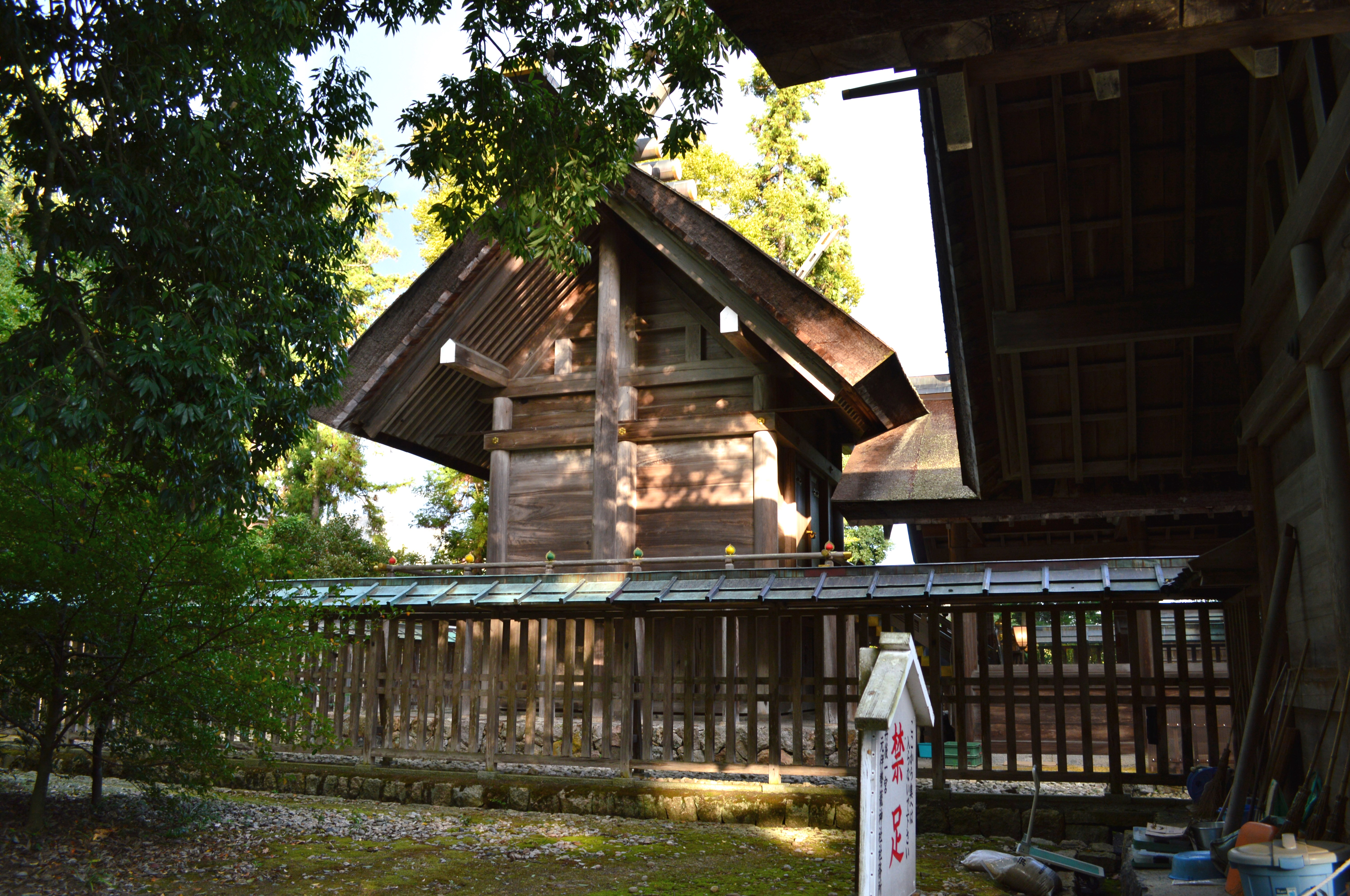
本殿（京都府指定文化財）
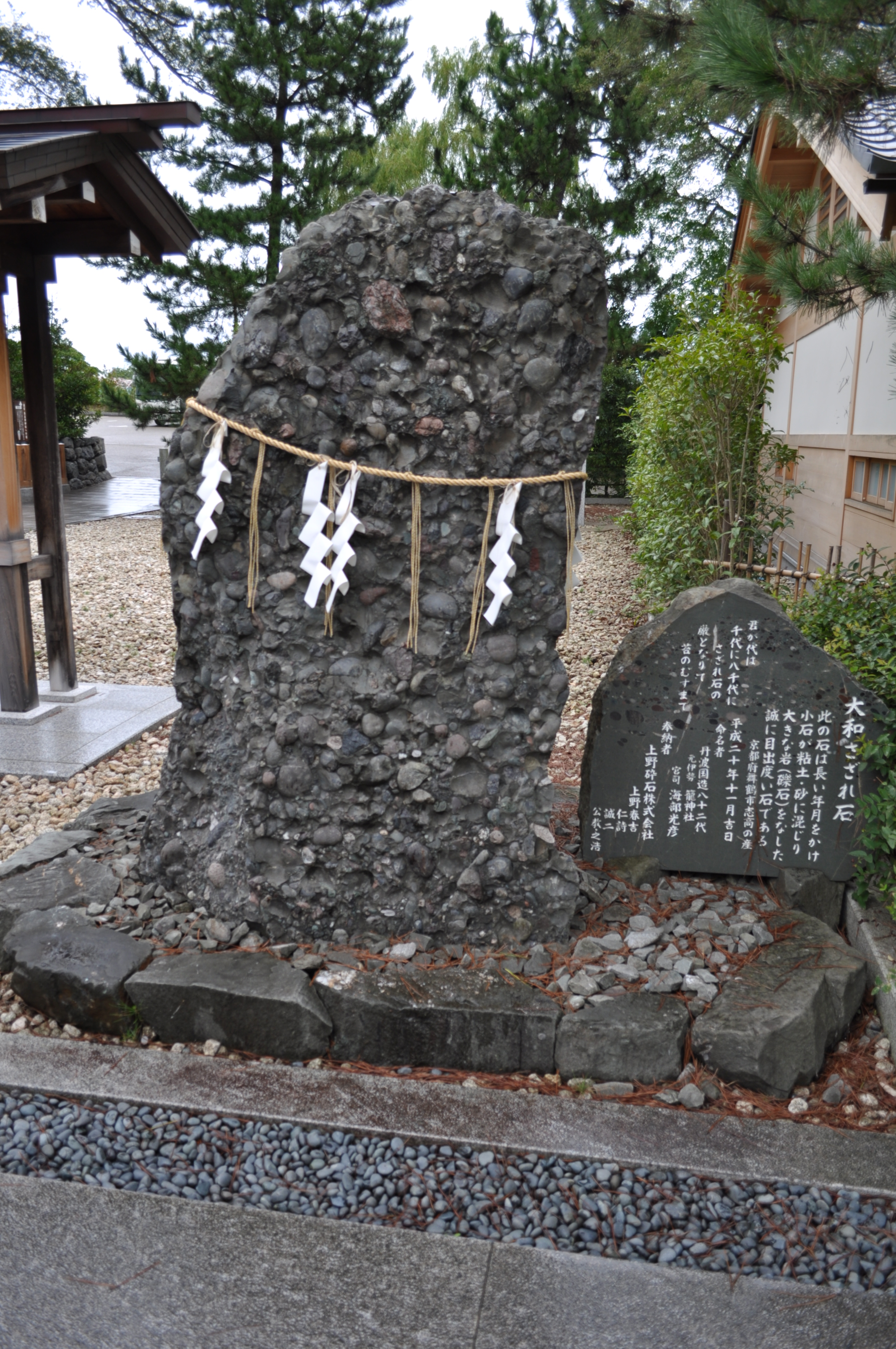
大和さざれ石（2015年9月10日撮影）
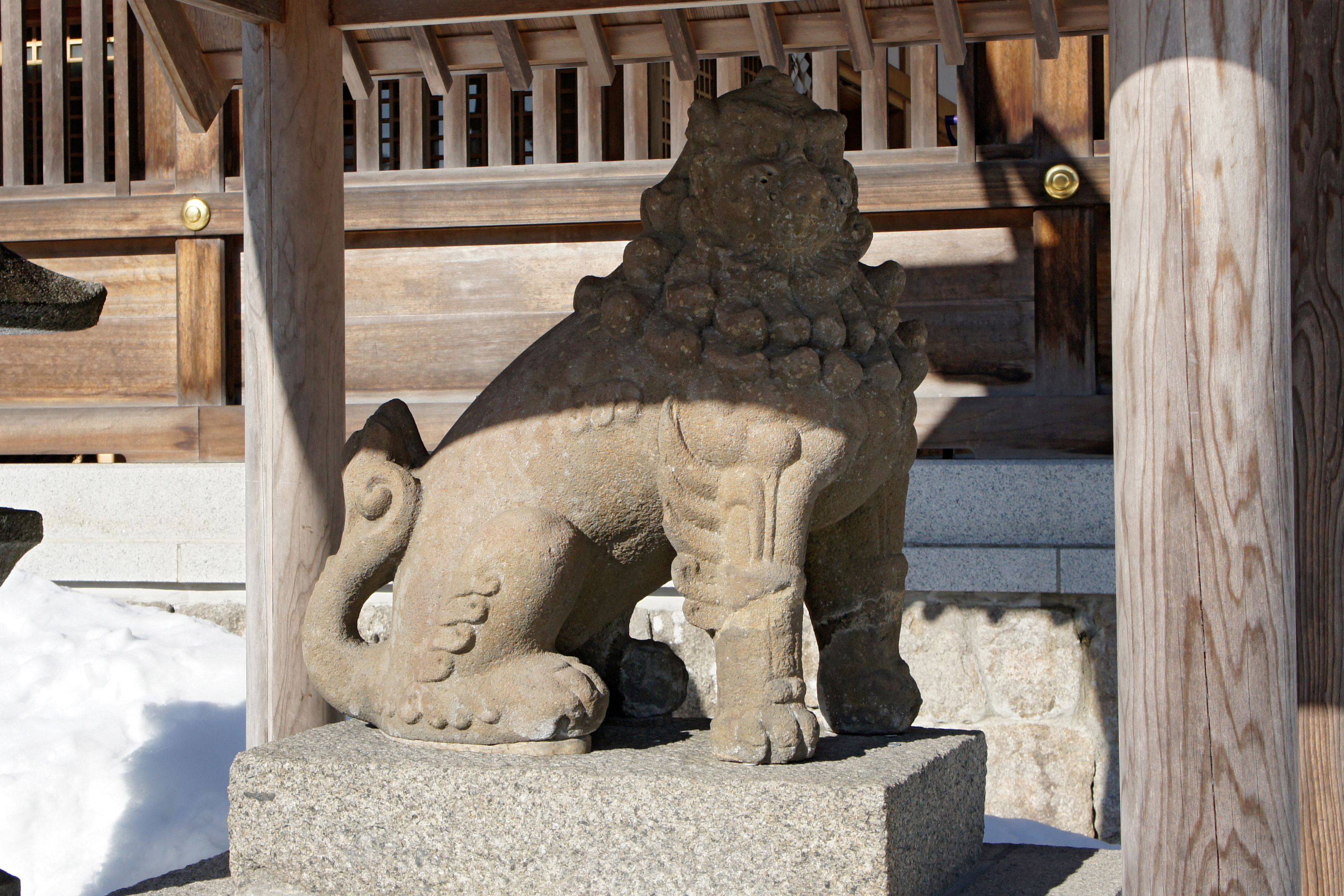
狛犬吽形（重要文化財）
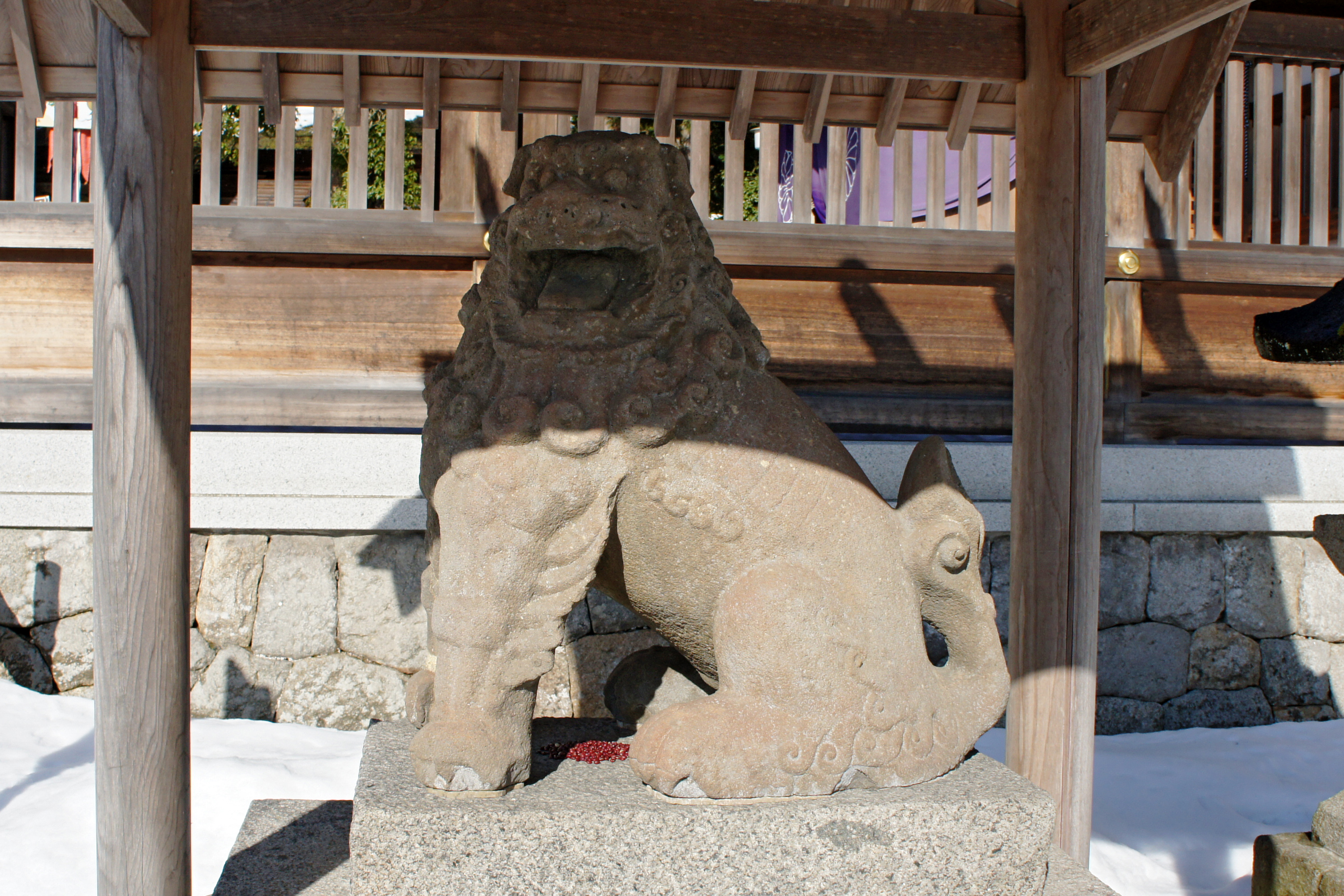
狛犬阿形（重要文化財）
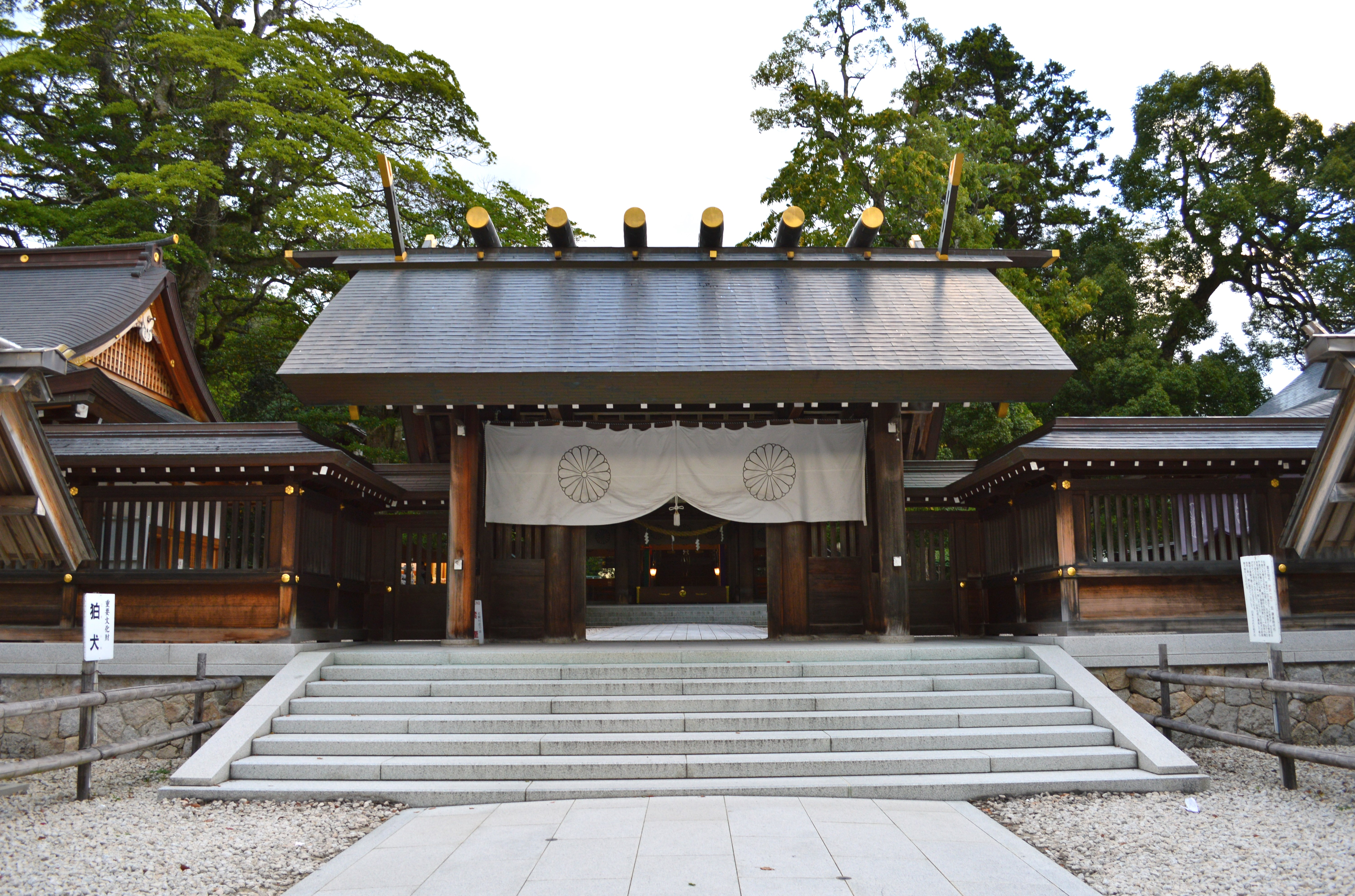
神門
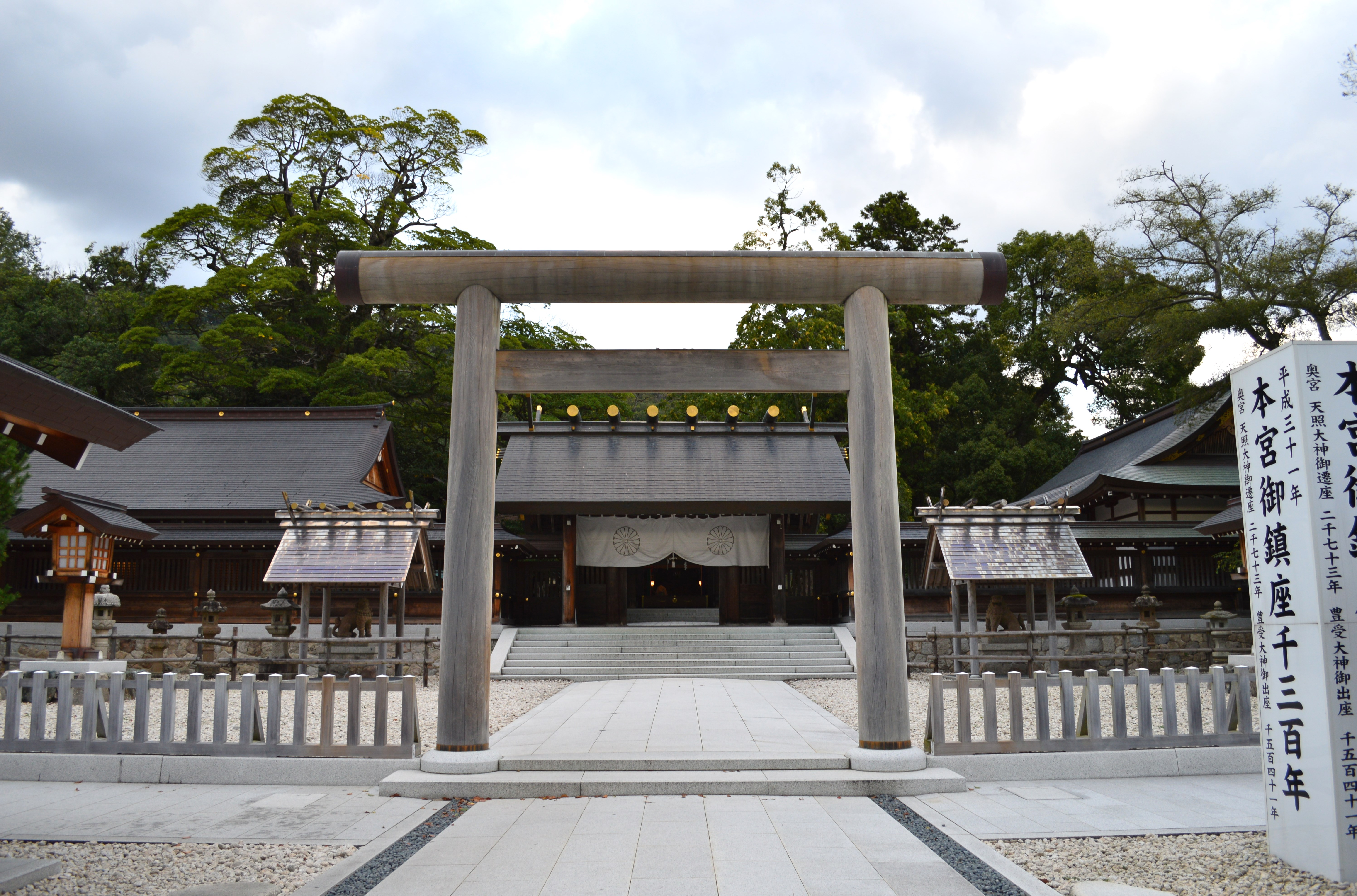
二之鳥居

## 摂末社

### 奥宮（境外摂社）

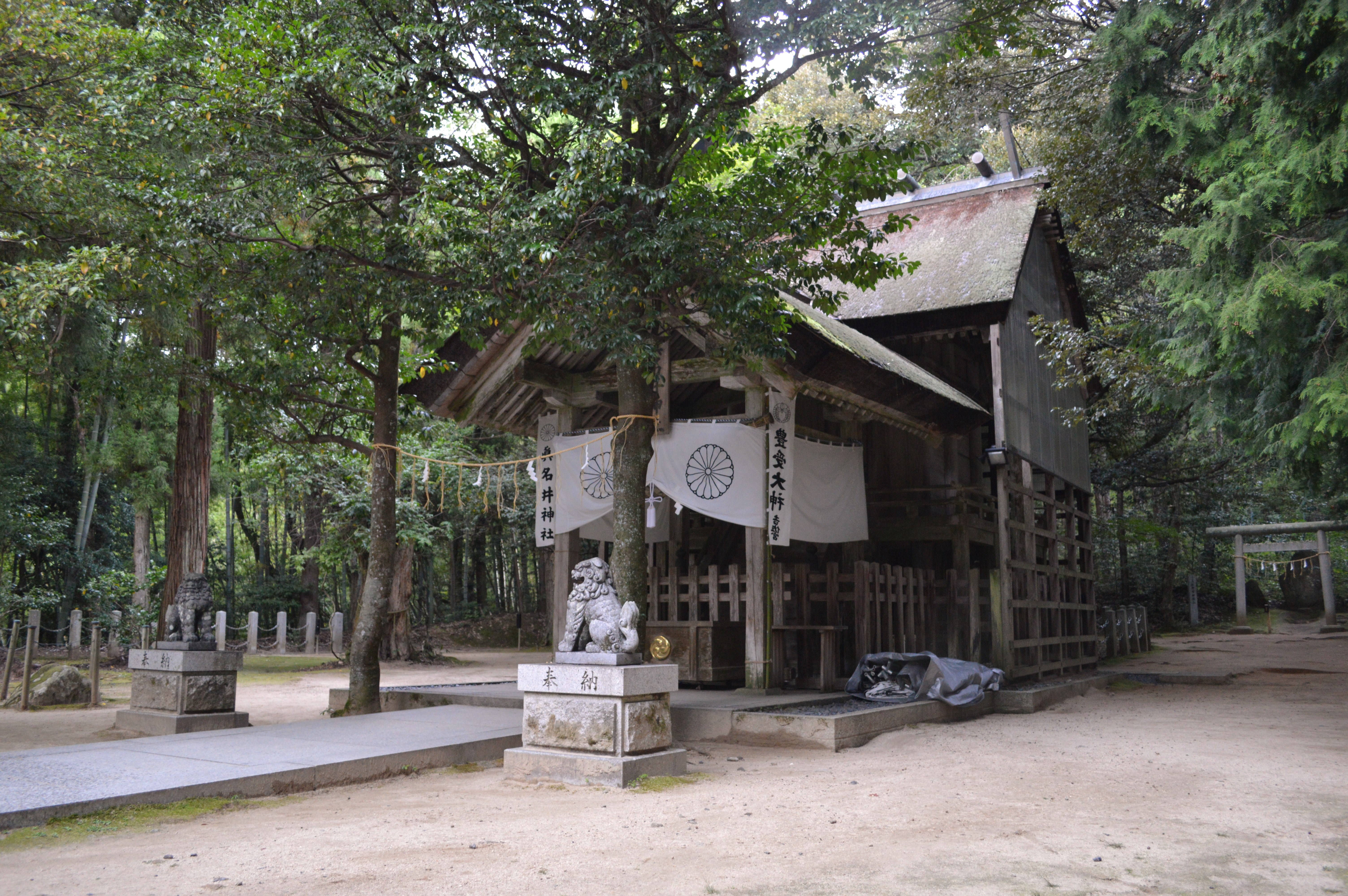
真名井神社（京都府指定文化財）

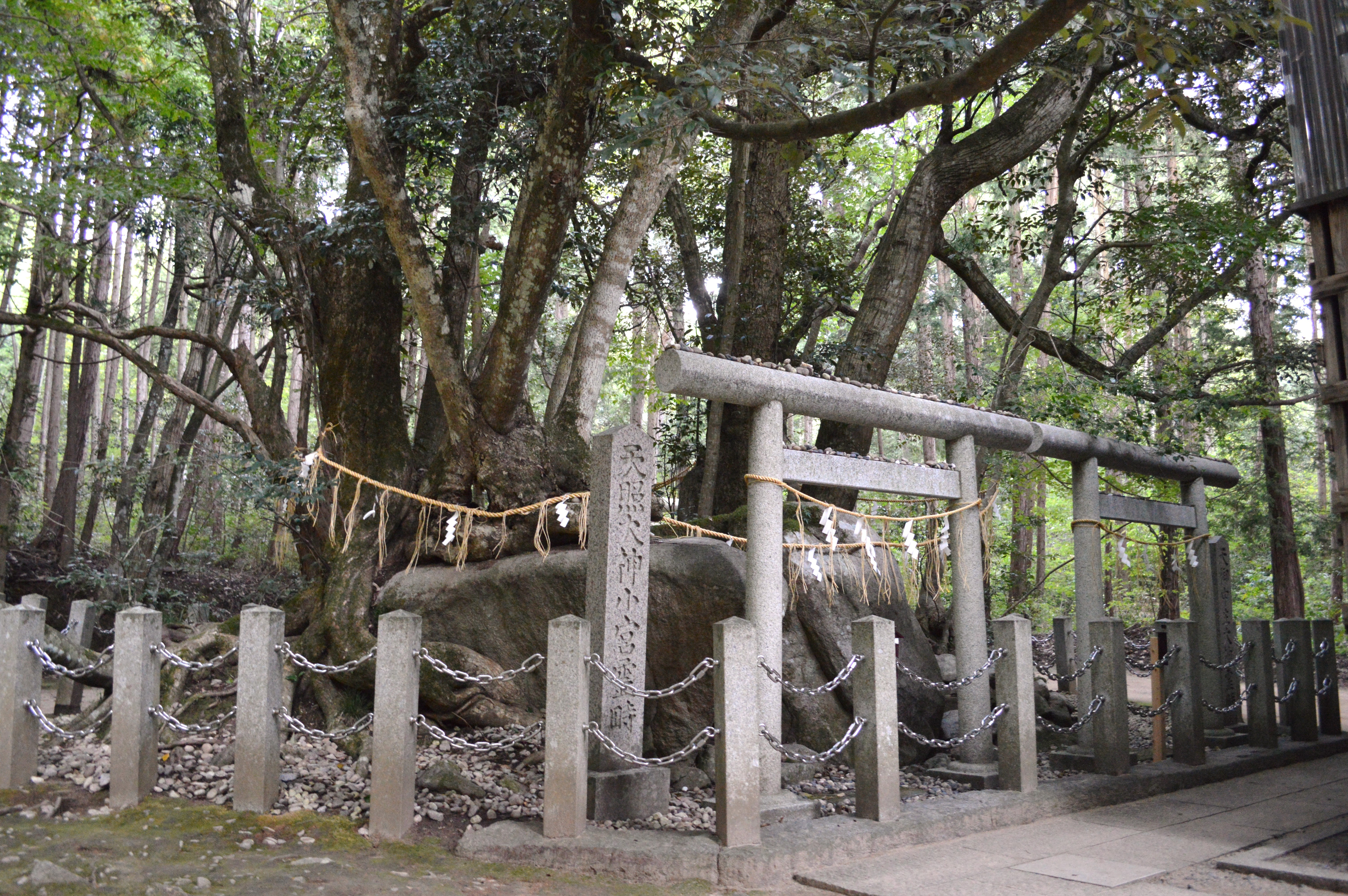
磐座主座（奥）と磐座西座（手前）

- 真名井神社 （まないじんじゃ、眞名井神社）[15]
  - 鎮座地：京都府宮津市江尻（北緯35度35分11.49秒 東経135度11分54.67秒 / 北緯35.5865250度 東経135.1985194度） - 本宮の北東約400m
  - 磐座主座（上宮）祭神：豊受大神
  - 相殿神：罔象女命、彦火火出見尊、神代五代神
  - 磐座西座祭神：天照大神（主神）、伊射奈岐大神、伊射奈美大神

「下宮」とする本宮に対して、奥宮の主座は「上宮」に位置づけられる。社殿は桁行一間、梁行二間の神明造で、檜皮葺。天保3年（1831年）の造営で、京都府の有形文化財に指定されている。社殿裏に2つの磐座がある。

### 摂社
- 蛭子神社（恵比寿神社）
  - 祭神：彦火火出見命、倭宿彌命

祭神の彦火火出見命は、大化以前の本宮主祭神。社殿は一間社流造銅板葺で、京都府の有形文化財に指定されている（真名井神社の附）。
- 天照皇大神社
  - 祭神：天照大神の和魂あるいは荒魂
- 真名井稲荷神社
  - 祭神：宇迦御魂、保食神、豊受比売

明治末期まで奥宮真名井神社に鎮座したが、1991年に本宮境内に移転再建。

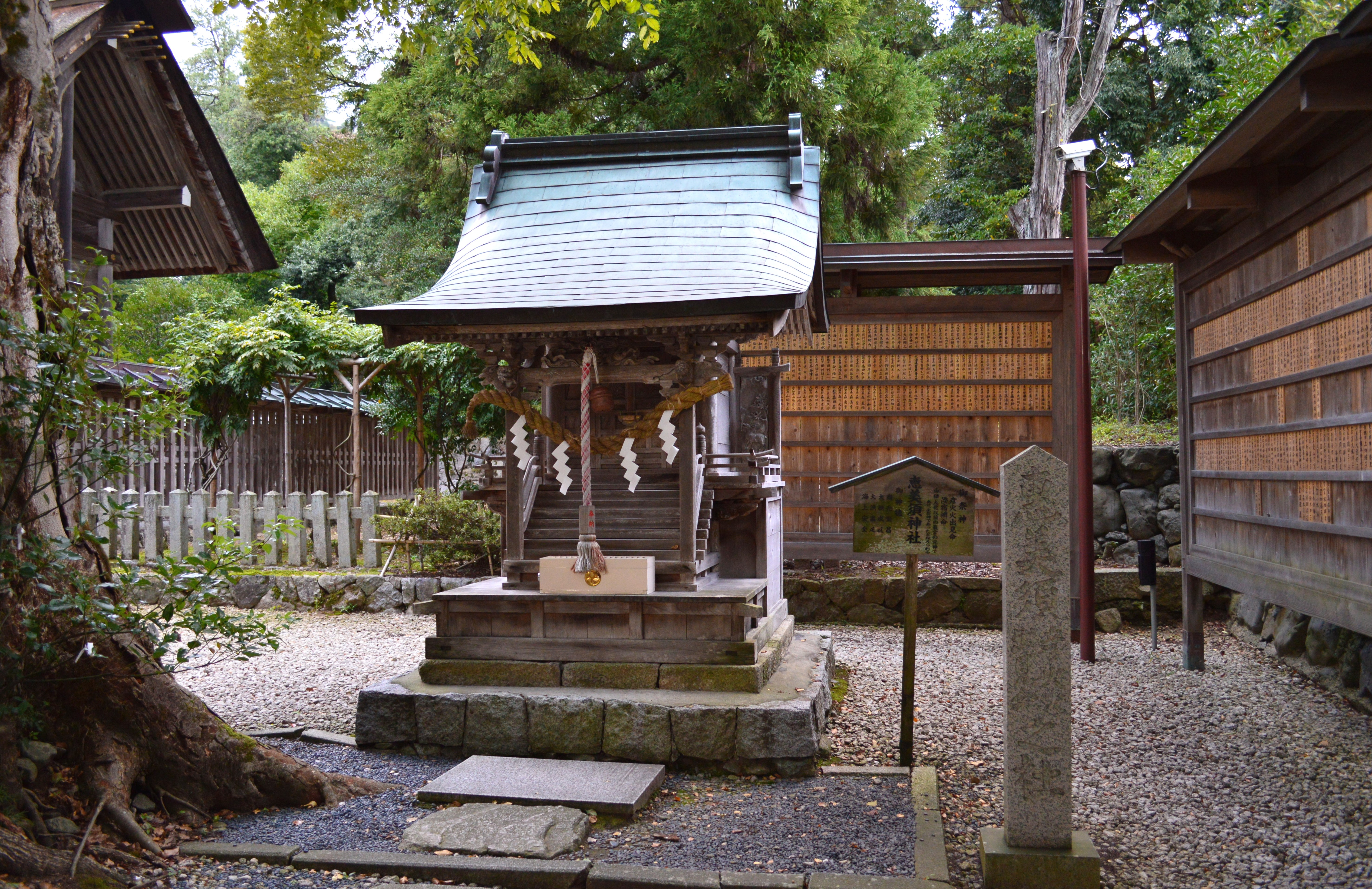
蛭子神社（恵比寿神社、京都府指定文化財附）
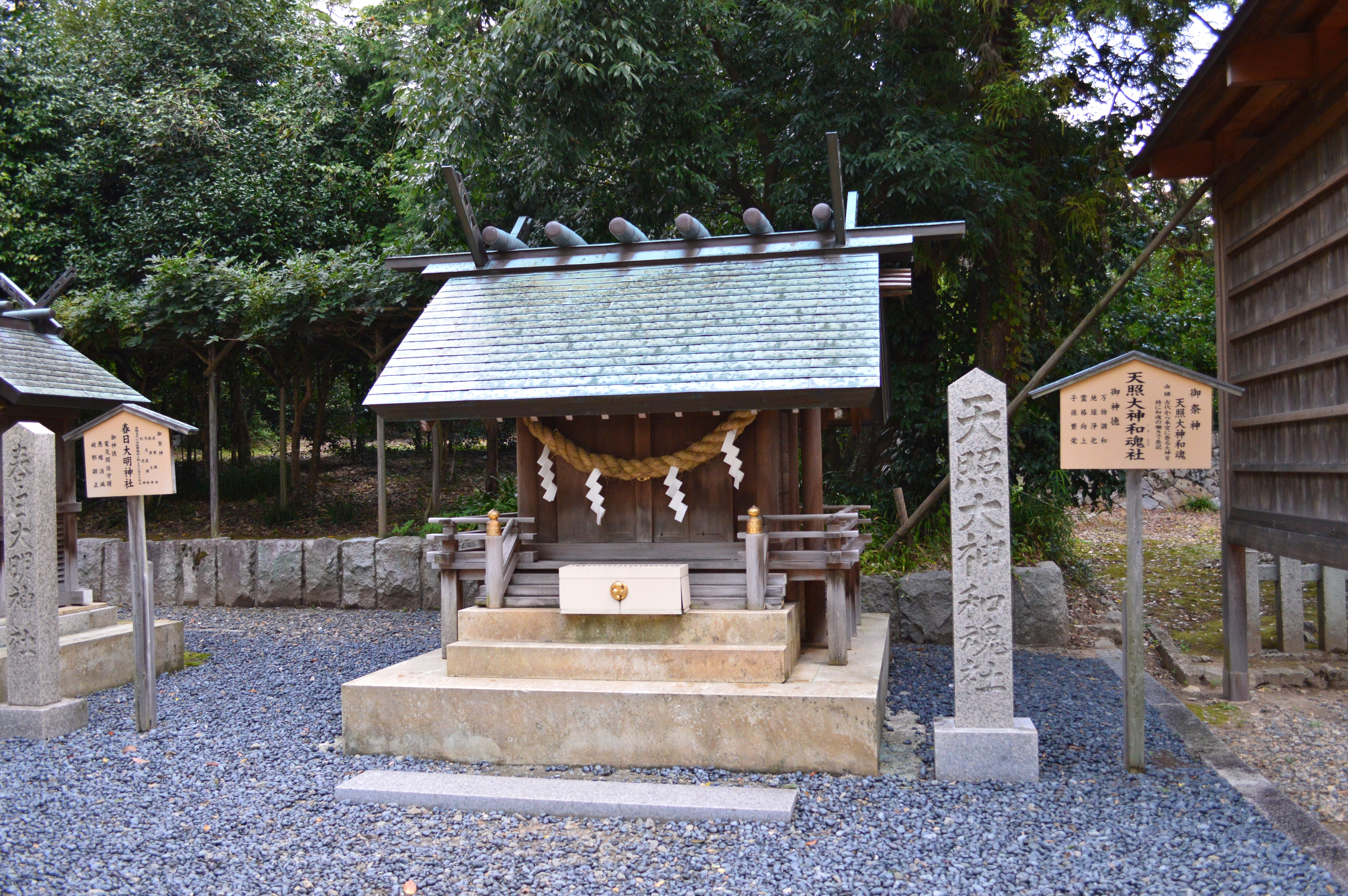
天照皇大神社
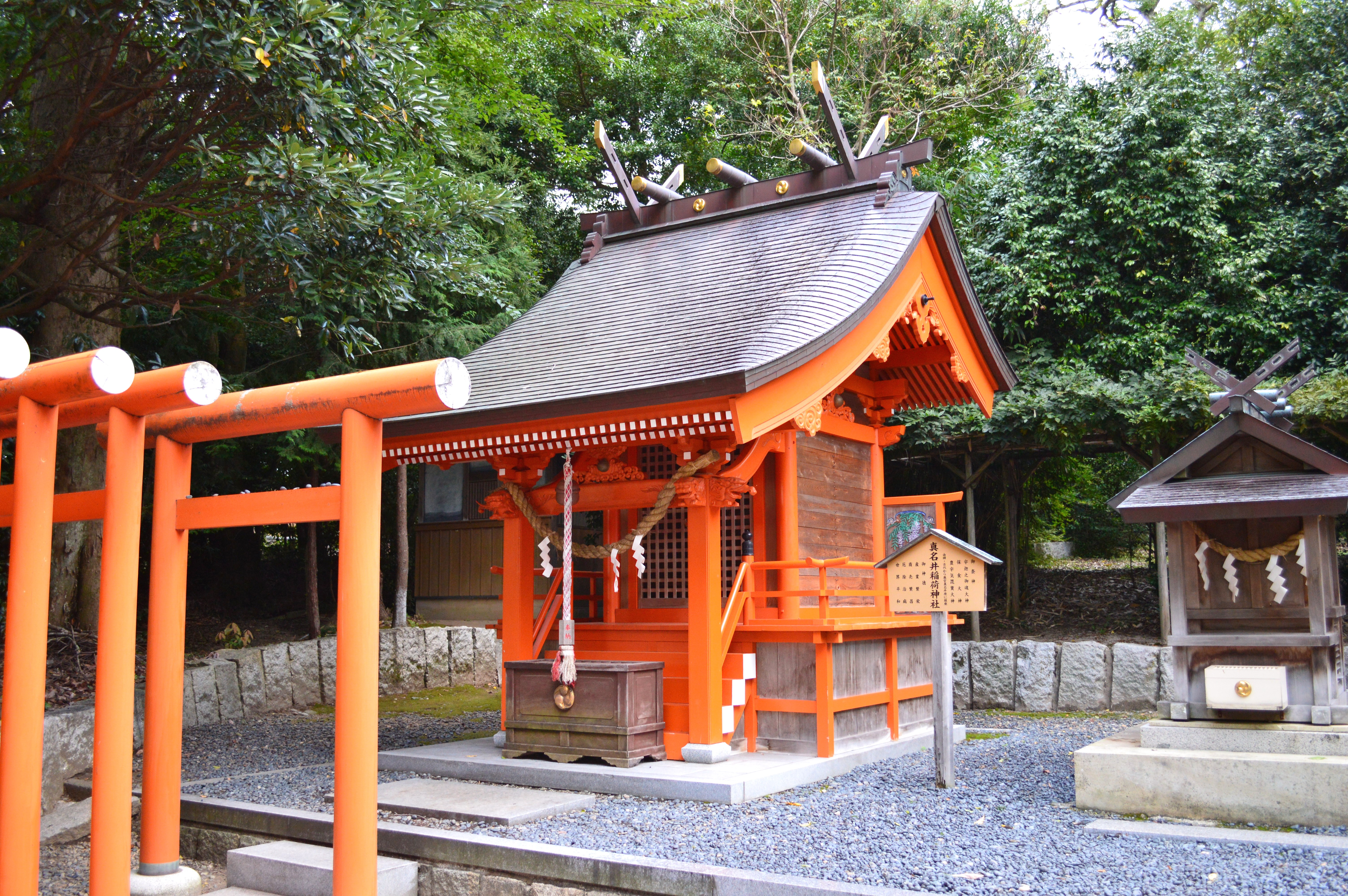
真名井稲荷神社

### 末社
いずれも境内社。
- 春日大明神社 - 祭神：春日四神
- 猿田彦神社 - 祭神：猿田彦神

また、海の奥宮として冠島・沓島を神域とし、天火明命と市杵島姫命を祀る。傘松公園には冠島・沓島の遥拝所がある。

## 祭事

### 葵祭（例祭）
例祭は4月24日に行われ、「葵祭」と通称される。古くは4月2の午の日に行われており、『宮津府志』には大きな祭であった様子が記されている。祭事では近隣の集落から笹ばやし、太刀振、神楽が奉納される。京都府の無形民俗文化財指定。

## 文化財

### 国宝

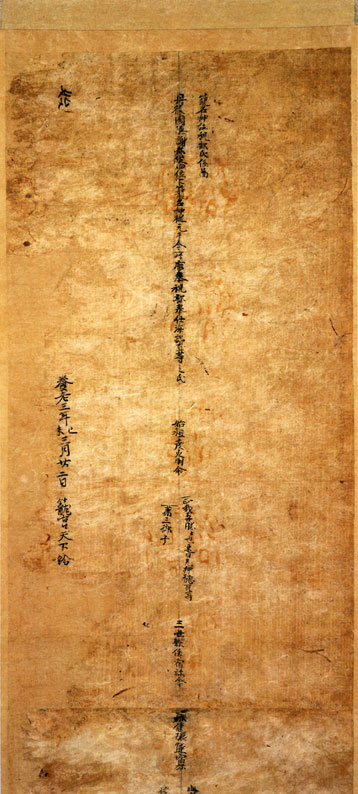
海部氏系図（国宝）本系図巻頭

- 海部氏系図（附 海部氏勘注系図）（古文書）
宮司家の海部氏の系図。神社側では「籠名神社祝部海部直等之氏系図」と呼称[12]。平安時代初期の書写で、現存では日本最古の系図とされる。1976年（昭和51年）6月5日指定。なお、系図の所有者は籠神社ではなく宮司家である[18]。

### 重要文化財（国指定）
- 木造扁額（工芸品）
室町時代[13] の「籠之大明神」と記載された扁額。神社側では、976年（貞元元年）の勅額の「藤原佐理卿筆額面」と呼称[12]。京都府立丹後郷土資料館に寄託。1926年（大正15年）4月19日指定。
- 石造狛犬 1対（彫刻）
1942年（昭和17年）12月22日指定。
- 丹後国府中籠神社経塚出土品（銅経筒2口、菊花双雀鏡、線刻如来鏡像）（考古資料）
鎌倉時代、文治四年（1188年）在銘の経筒2口と伴出品[13]。京都府立丹後郷土資料館に寄託。1961年（昭和36年）2月17日指定。

### 京都府指定文化財
- 有形文化財
  - 本殿（附 棟札3枚）（建造物） - 1990年（平成2年）4月17日指定[11]。
  - 摂社真名井神社本殿（附 拝所1棟、棟札3枚、末社恵比寿神社本殿）（建造物） - 1990年（平成2年）4月17日指定[16]。
  - 籠神社文書（附 慶長七年丹後国検地帳19冊）（古文書） - 籠神社に伝わる鎌倉時代・室町時代・江戸時代の古文書。2003年（平成15年）3月14日指定[19]。
  - 籠神社経塚出土品（考古資料） - 1989年（平成元年）4月14日指定[20]。
- 無形民俗文化財
  - 籠神社の祭礼芸能 - 1985年（昭和60年）5月15日指定[21]。

### その他
指定文化財以外の宝物。
- 海部直伝世鏡「息津鏡」「辺津鏡」
息津鏡（おきつ-）は後漢代の作と伝えられ直径175mmの長宜子孫内行花文八葉鏡、辺津鏡（へつ-）は前漢代の作と伝えられ直径95mmの内行花文昭明鏡。「海部氏系図」の勘注系図にも記載があり、天祖が火明命に授けたという。出土品でない伝世鏡では日本最古という。なお、鏡の名は十種神宝のうち2鏡と一致するが、関係は明らかでない。
- 小野道風筆額面
鎌倉時代の「籠之大明神」と記載された扁額。神社側では、平安時代の929年（延長7年）の勅額で小野道風の筆と伝える。
- 羅龍王古面 - 室町時代（伝鎌倉時代）。
- 丹後国一宮深秘 - 南北朝時代から室町時代に書写された籠神社由緒記。
- 内宮所伝本倭姫命世紀 - 室町時代（伝南北朝時代）。
- 有栖川宮幟仁親王殿下御染筆額面 - 明治2年の有栖川宮幟仁親王筆の額。

## 現地情報
所在地
- 京都府宮津市字大垣430
天橋立の砂州の付け根近く、山上展望台へのケーブルカー（天橋立鋼索鉄道）始発の府中駅近くに鎮座する。

交通アクセス
- WILLER TRAINS（京都丹後鉄道）宮豊線 天橋立駅から
  - 徒歩：天橋立を通って約45分 - 天橋立観光船、レンタサイクルでも移動可能。

周辺
- 天蓋山大谷寺 - 元は籠神社の奥院で、元別当寺（神宮寺）。
- 天橋立 - 籠神社裏手の傘松公園から一望可能。
- 成相寺 - 西国三十三所第28番札所。
- 丹後国分寺

## 関連図書
- 安津素彦・梅田義彦編集兼監修者『神道辞典』神社新報社、1968年、30頁
- 白井永二・土岐昌訓編集『神社辞典』東京堂出版、1979年、149-150頁